# فودم (ذي السفال)

تعديل مصدري - تعديل

فودم محلة تابعة لقرية الرباط، التابعة لعزلة الدخال بمديرية ذي السفال إحدى مديريات محافظة إب في الجمهورية اليمنية، بلغ تعداد سكانها 61 حسب تعداد اليمن لعام 2004.